# Ranunculus marginatus
Ranunculus marginatus là một loài thực vật có hoa trong họ Mao lương. Loài này được d'Urv. miêu tả khoa học đầu tiên năm 1822.